# Иванов, Евгений Павлович (дипломат)
Евге́ний Па́влович Ивано́в (род. 31 июля 1936) — российский дипломат. Чрезвычайный и полномочный посланник 1 класса (20 февраля 1999).
С 24 марта 1997 по 20 января 2000 года был чрезвычайным и полномочным послом Российской Федерации в Бангладеш.
С 2000 года — на пенсии.